# Mars 1830

## Événements
- Série d'incendies mystérieux dans les régions périphériques du Bassin parisien au printemps. Des administrateurs demandent des mesures de police pour éviter des mouvements populaires.
- Le chef de l’administration militaire russe dans les principautés danubiennes (Moldavie et Valachie), le général comte Paul Kisseleff réorganise la vie politique, économique et sociale des deux États. Des divans de boyards élaborent des Règlements organiques, approuvés par Saint-Pétersbourg et Constantinople, puis par les Assemblées générales extraordinaires de Moldavie et de Valachie en 1831. Ils restent en vigueur jusqu’en 1859. Ils introduisent la séparation des pouvoirs entre un prince élu à vie par l’Assemblée générale extraordinaire et un Conseil de six ministres et une Assemblée civique présidée par le Métropolite. L’administration provinciale est confiée à des préfets.
- Mars - mai, France : l’opposition entre le roi et le ministère d’une part, l’Assemblée et l’opinion d’autre part, font monter la tension. À l’adresse des 221 députés libéraux au roi (18 mars), réclamant le respect de la règle du jeu parlementaire énoncée dans la Charte, le roi réplique par la dissolution de l’Assemblée, le 16 mai. Les fonctionnaires suspects de sympathies libérales sont révoqués.

- 2 mars, France :
  - ouverture de la session parlementaire. L'adresse des 221 et le « refus de concours »;
  - discours du trône. Charles X menace l'opposition. Il annonce l'intervention d'Alger.

- 4 mars, France : début de la publication d'Hernani en feuilletons dans Le Cabinet de lecture (jusqu'au 4 avril).

- 9 mars, France : édition originale d'Hernani chez Mame.

- 12 mars, France : à la Porte-Saint-Martin, on joue une parodie d'Hernani, sous le titre : N, I, NI, ou le Danger des Castilles, présenté comme étant « un amphigouri romantique en cinq tableaux et en vers ».

- 15 et 16 mars, France : discussion de l'adresse des 221 (221 pour et 121 contre).

- 16 mars, France :
  - 221 députés votent la défiance contre le ministère Polignac. Adresse au roi de deux cent vingt et un députés de l'opposition début d'une intense agitation politique;
  - la majorité des députés, en réponse au discours du trône, réclame la démission des ministres;
  - Brazier et Scaramouche font représenter une autre parodie d'Hernani, au Théâtre de la Gaîté : Oh ! qu'Nenni, ou le Mirliton fatal.

- 18 mars :
  - Ferdinand VII d'Espagne annule la loi salique, écartant de la succession son frère cadet, Charles, au profit de sa fille Isabelle.
  - France : présentation de l'Adresse au Roi.

- 19 mars, France : la session de la Chambre est prorogée au 1er septembre.

- 20 mars, France : banquet donné aux Vendanges de Bourgogne, restaurant du Faubourg Poissonnière. Discours d'Odilon Barrot.

- 21 mars, France : dissolution de la Chambre.

- 22 mars : les explorateurs britanniques Richard et John Lander partent de Badagry et découvrent les sources du Niger.

- 23 mars, France : au Théâtre du Vaudeville : Hernani, ou la Contrainte par cor, d'Auguste de Lauzanne. Au Théâtre des Variétés : « Hernali imitation burlesque du drame du Théâtre-Français ».

- 24 mars, France : Étude de femme d'Honoré de Balzac.

- 28 mars (guerre de Java) : Diponegoro, vaincu, est arrêté à Magelang puis exilé à Makassar où il meurt en 1855.

## Naissances
- 5 mars :
  - Étienne-Jules Marey (mort en 1904), physiologiste français, pionnier de la photographie et un précurseur du cinéma.
  - Charles Wyville Thomson (mort en 1882), naturaliste écossais.
- 16 mars : Peter Bücken, peintre allemand († 9 août 1915).
- 26 mars : Theodor Christoph Schüz, peintre allemand († 17 juin 1900).
- 31 mars : José María Ponce, matador espagnol († 14 juillet 1872).

## Décès
- 2 mars : Samuel Thomas von Sömmering (né en 1755), médecin, anatomiste, anthropologue, paléontologue et inventeur allemand.
- 20 mars : Nicolas Antoine Taunay, peintre français (° 11 février 1755).
- 28 mars : Stephen Elliott (né en 1771), botaniste américain.